# Fingerhantel
Fingerhanteln (englisch Gripper) sind Sportgeräte, die der Stärkung der Unterarmmuskulatur und damit der Griffkraft dienen.

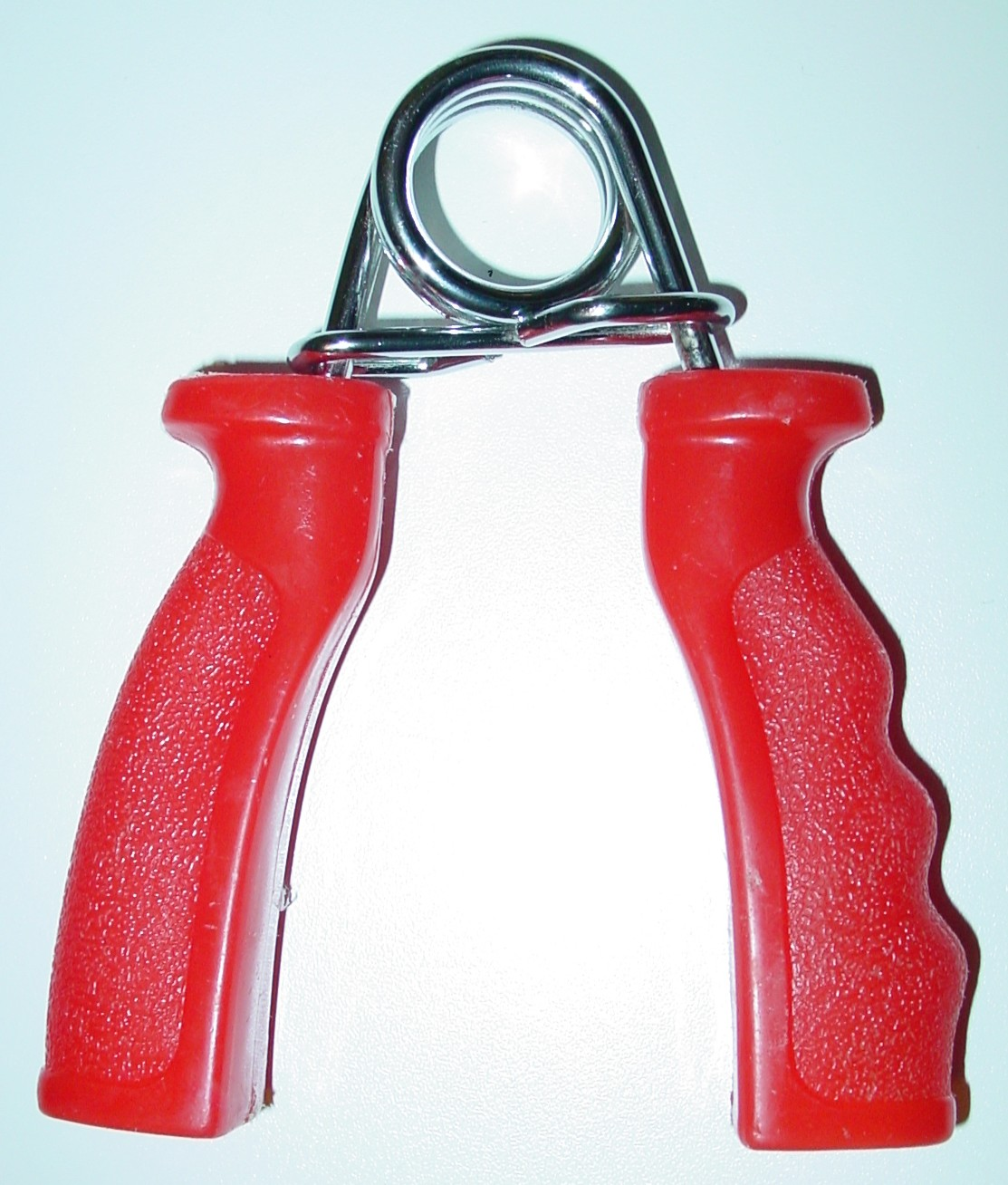
Fingerhantel
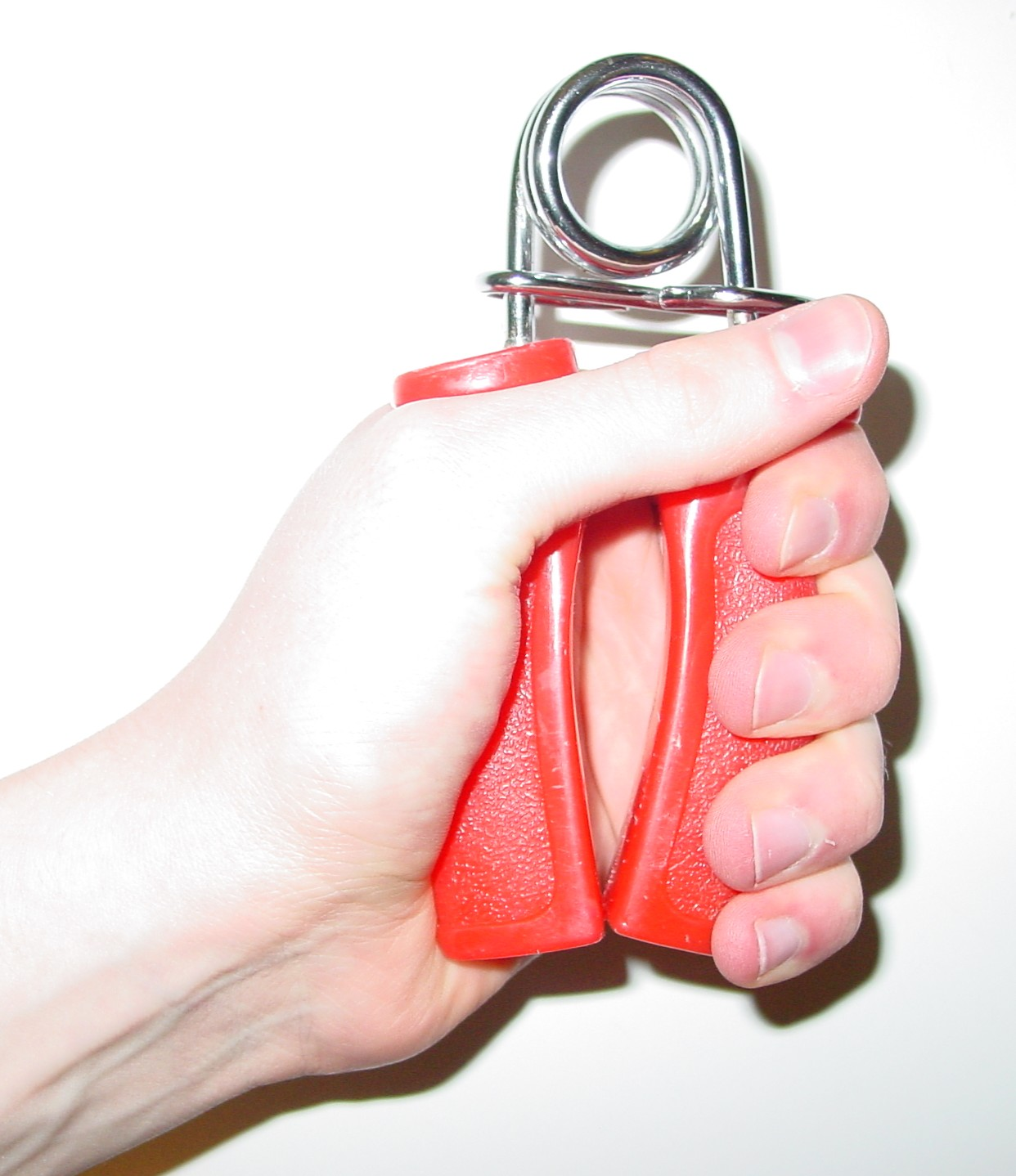
Fingerhantel im Training
RB-Gripper mit Aluminiumgriff

Sie bestehen aus zwei Griffen, die durch eine Feder verbunden sind.
Die Griffe einfacher Fingerhanteln bestehen meist aus Kunststoff. Professionelle Gripper besitzen Griffe aus gerändeltem Aluminium oder Stahl, seltener auch aus Messing.